# Margarita Mariscal de Gante
Margarita Mariscal de Gante Mirón, née le 10 janvier 1954 à Madrid, est une juriste et femme d'État espagnole, proche du Parti populaire (PP).
Nommée au conseil général du pouvoir judiciaire en 1990, elle devient six ans plus tard ministre de la Justice du premier gouvernement de José María Aznar. En 2000, elle est élue au Congrès des députés, où elle préside de la commission constitutionnelle. Elle est désignée première vice-présidente de la chambre en 2002 et met un terme à sa vie politique en 2004.

## Biographie

### Formation et carrière
Elle accomplit ses études supérieures de droit à l'université complutense de Madrid, où elle obtient sa licence. Elle intègre la carrière judiciaire en 1980.
Elle est d'abord affectée au tribunal d'Aguilar de la Frontera, dans la province de Cordoue, puis rejoint le tribunal d'Aranjuez, dans la Communauté de Madrid, en 1982. Elle accède en 1986 à la qualité de magistrat, étant alors mutée à Madrid en tant que juge de première instance.
Elle est élue le 6 novembre 1990 membre du Conseil général du pouvoir judiciaire (CGPJ) par le Sénat, sur proposition du Parti populaire (PP), au sein du collège judiciaire.

### Ministre
Le 6 mai 1996, Margarita Mariscal de Gante est nommée à 42 ans ministre de la Justice dans le premier gouvernement de José María Aznar. C'est alors la première fois qu'une femme se voit confier un portefeuille régalien en Espagne et la deuxième fois consécutive qu'un magistrat sans affiliation politique est nommé à ce poste.

### Députée au Congrès
Pour les élections législatives du 12 mars 2000, elle postule en tête de liste dans la circonscription d'Albacete, en Castille-La Manche. Élue au Congrès des députés, elle est portée le 10 mai suivant à la présidence de la commission constitutionnelle. Le 9 avril 2002, à la suite de la démission de Francisco Camps, elle est élue première vice-présidente du Congrès des députés, par 229 voix, contre 56 blancs et 13 nuls, bénéficiant du soutien du Parti socialiste ouvrier espagnol.
Elle ne se représente pas aux élections de 2004 et quitte la vie politique.

### Famille et vie privée
Mariée et mère de deux enfants, elle est la fille de Jaime Mariscal de Gante, policier puis juge de l'ordre public sous le régime franquiste, et la nièce de Federico Mariscal de Gante, doyen des juges de Madrid en 1979.